# Brachygluta cavicornis
Brachygluta cavicornis är en skalbaggsart som först beskrevs av Brendel 1865.  Brachygluta cavicornis ingår i släktet Brachygluta och familjen kortvingar. Inga underarter finns listade i Catalogue of Life.